# 매생이속
매생이속(라틴어: Capsosiphon 캅소시폰[*])은 초록실말과에 딸린 녹조류의 한 속이다. 매생이(Capsosiphon fulvescens) 등이 포함되어 있다.